# The Chess Monthly
The Chess Monthly était un magazine d' échecs mensuel éphémère publié de janvier 1857 à mai 1861 aux États-Unis. Édité par le diplomate de profession et professeur de linguistique Willard Fiske, il a été co-édité pendant un certain temps par Paul Morphy. Il était basé à New York.
Eugene B. Cook (1830–1915) et Sam Loyd étaient chargés de la section des problèmes d'échecs. Publié en seulement cinq volumes, le magazine est spécifiquement connu aujourd'hui pour une série d'articles écrits par Silas Mitchell sur le Turc mécanique, un célèbre « automate » qui a été détruit dans un incendie à Philadelphie avant la publication du magazine. Ces articles sont une source de connaissance sur le fonctionnement de cet « automate ».